# Киргизско-мексиканские отношения
Киргизско-мексиканские отношения — двусторонние дипломатические отношения между Кыргызстаном и Мексикой. Государства являются членами Организации Объединённых Наций.

## История
14 января 1992 года страны установили официальные дипломатические отношения, которые развивались в основном в рамках многосторонних форумов. В ноябре 2010 года правительство Кыргызстана направило делегацию из восьми человек для участия в Конференции ООН по изменению климата 2010 года в Канкуне .
В феврале 2017 года заместитель министра иностранных дел Мексики Карлос де Икаса Гонсалес провел встречу в Мехико с заместителем министра иностранных дел Кыргызстана Динарой Амантуровной Кемеловой. Стороны обсудили контакты между государствами, в частности, 25-ю годовщину установления дипломатических отношений.

## Дипломатические миссии
- Интересы Кыргызстана в Мексике представлены через постоянное представительство при Организации Объединённых Наций в Нью-Йорке (Соединённые Штаты Америки)[4].
- Мексика реализует интересы в Кыргызстана через посольство в Тегеране (Иран)[5].